# Neriene
Neriene este un gen de păianjeni din familia Linyphiidae.

## Specii[1]
- Neriene albolimbata
- Neriene amiculata
- Neriene angulifera
- Neriene aquilirostralis
- Neriene beccarii
- Neriene birmanica
- Neriene brongersmai
- Neriene calozonata
- Neriene cavaleriei
- Neriene clathrata
- Neriene comoroensis
- Neriene compta
- Neriene conica
- Neriene coosa
- Neriene decormaculata
- Neriene digna
- Neriene emphana
- Neriene flammea
- Neriene furtiva
- Neriene fusca
- Neriene gyirongana
- Neriene hammeni
- Neriene helsdingeni
- Neriene herbosa
- Neriene japonica
- Neriene jinjooensis
- Neriene kartala
- Neriene katyae
- Neriene kibonotensis
- Neriene kimyongkii
- Neriene limbatinella
- Neriene litigiosa
- Neriene liupanensis
- Neriene longipedella
- Neriene macella
- Neriene marginella
- Neriene montana
- Neriene natalensis
- Neriene nigripectoris
- Neriene nitens
- Neriene obtusa
- Neriene obtusoides
- Neriene oidedicata
- Neriene oxycera
- Neriene peltata
- Neriene radiata
- Neriene redacta
- Neriene strandia
- Neriene subarctica
- Neriene sundaica
- Neriene variabilis
- Neriene yani
- Neriene zanhuangica
- Neriene zhui